# Lichenopteryx scotina
Lichenopteryx scotina är en fjärilsart som beskrevs av Erich Martin Hering 1932. Lichenopteryx scotina ingår i släktet Lichenopteryx och familjen Eupterotidae. Inga underarter finns listade i Catalogue of Life.